# Mary Barra

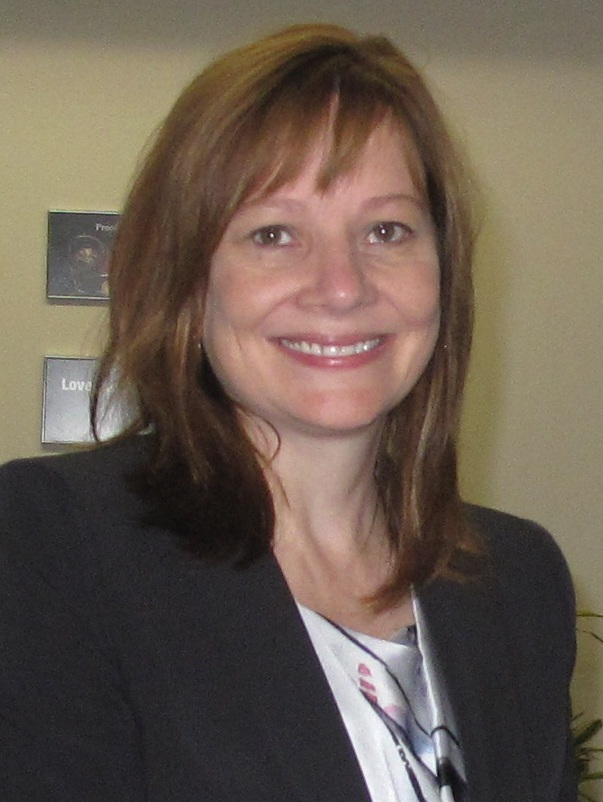
Mary Barra (2014)

Mary Barra (Waterford (Michigan), 24 december 1961) is sinds 1 januari 2014 CEO van General Motors. Zij is daarmee de allereerste vrouwelijke directeur van een grote autofabrikant. De toen 53-jarige Barra volgde de topman Dan Akerson (65) op.
Na haar studie elektrotechniek aan het General Motors Institute, nu Kettering-universiteit, kwam ze in 1980 binnen bij Pontiac als elektrotechnisch ingenieur. Pontiac was een van de merken van General Motors waar ook haar vader werkte. In 1990 behaalde ze haar MBA. Ze is sindsdien vooral actief geweest op technische posities binnen het autoconcern. In 2009 werd zij hoofd van de personeelsdivisie en in 2011 ging ze zich toeleggen op het stroomlijnen van alle merken binnen het GM-concern. Onder het credo ‘no more crappy cars’ resulteerde dat in grote kostenbesparingen én het opheffen van Saturn en Pontiac, het merk waar ze haar carrière als 19-jarige begon.
Volgens het tijdschrift Forbes stond Barra op de 41e plaats van de "Power Woman" lijst in 2012. Na haar benoeming bij GM steeg zij direct naar de eerste plaats. Gevraagd naar haar succes antwoordde ze: “Do every job you're in like you're going to do it for the rest of your life and demonstrate ownership of it.”
De ouders van Barra waren emigranten uit Finland. Zij is getrouwd met Tony Barra, een consultant die zij heeft leert kennen op de Kettering-universiteit waar hij ook heeft gestudeerd. Ze heeft twee kinderen. Haar favoriete auto is de Chevrolet Camaro.